# Martin Ritter
Martin Ritter (Mauren, 3 de março de 1872 – Innsbruck, 5 de setembro de 1947) foi um advogado e figura política de Liechtenstein que serviu como Presidente do Comitê Executivo Provisório em 1918.

## Biografia
Ritter nasceu em 3 de março de 1872 em Mauren, filho do professor Franz Josef Ritter e sua mãe Aloisia Lingg, um dos seis filhos. Ele frequentou o ensino médio em Feldkirch e Hall in Tirol. Estudou direito na Universidade de Innsbruck, em Viena, e na Universidade de Graz, onde foi aprovado no exame da ordem em 1902. 

## Carreira
Em 1898, Ritter candidatou-se sem sucesso a um cargo de juiz distrital em Vaduz. Em 1903 e novamente em 1917, ele se candidatou a uma posição principesca no governo de Liechtenstein, mas estas foram negadas pelo Governador de Liechtenstein, Carl von In der Maur e Leopold Freiherr von Imhof, respectivamente. Em 1905, mudou-se para Innsbruck, onde abriu seu próprio escritório de advocacia e renunciou à cidadania de Liechtenstein. Foi somente após um esforço prolongado e contra a vontade do governador Imhof que ele conseguiu recuperar sua cidadania em Mauren por meio de uma votação comunitária em 21 de outubro de 1917. 
Durante a Primeira Guerra Mundial, Ritter se opôs ao governo de Imhof.  À medida que a guerra continuava, a população ficava cada vez mais insatisfeita com a liderança de Imhof.  Isso permitiu que políticos como Wilhelm Beck ganhassem destaque e crescente apoio em Liechtenstein quando ele formou um grupo de oposição ao seu redor contra Imhof em 1914, do qual Ritter se tornou um membro importante.   Foi um dos membros fundadores do Partido Popular Social-Cristão em fevereiro de 1918. 
No golpe de Liechtenstein de novembro de 1918, Ritter, juntamente com os membros do Landtag Wilhelm Beck e Fritz Walser, que estavam profundamente insatisfeitos com a gestão da economia por Imhof e que queriam um chefe de estado liechtensteiniano, conspiraram para derrubá-lo.   No Landtag de Liechtenstein, em 7 de novembro de 1918, eles propuseram uma moção de censura contra ele. Imhof pediu um voto de confiança e, ao mesmo tempo, concordou em apresentar sua renúncia. Embora o Landtag tenha expressado unanimemente a sua confiança nele, foi decidido, contra a constituição e os membros do Landtag nomeados pelo príncipe, transferir o poder de governador para um Comitê Executivo Provisório liderado por Ritter. 
O golpe foi popular entre a população em geral de Liechtenstein, já que Imhof era amplamente visto como o motivo da crise econômica do país. No entanto, no Landtag a questão foi muito mais controversa.  Ritter em particular foi uma figura controversa como o primeiro chefe de governo de Liechtenstein, devido aos meios inconstitucionais pelos quais chegou ao poder, apesar de ter servido apenas por um mês, de 7 de novembro a 7 de dezembro de 1918.  

## Vida posterior e morte
Após o fim do Comitê Executivo Provisório em dezembro de 1918, Ritter se retirou da política e mudou-se novamente para Innsbruck, onde viveu uma vida privada. Ele morreu na cidade em 5 de setembro de 1947, aos 75 anos de idade. 

## Vida pessoal
Ritter casou-se com Augusta Fischer (19 de agosto de 1878 – ?) em 1900 e tiveram três filhos juntos. 